# Gracchische hervormingen

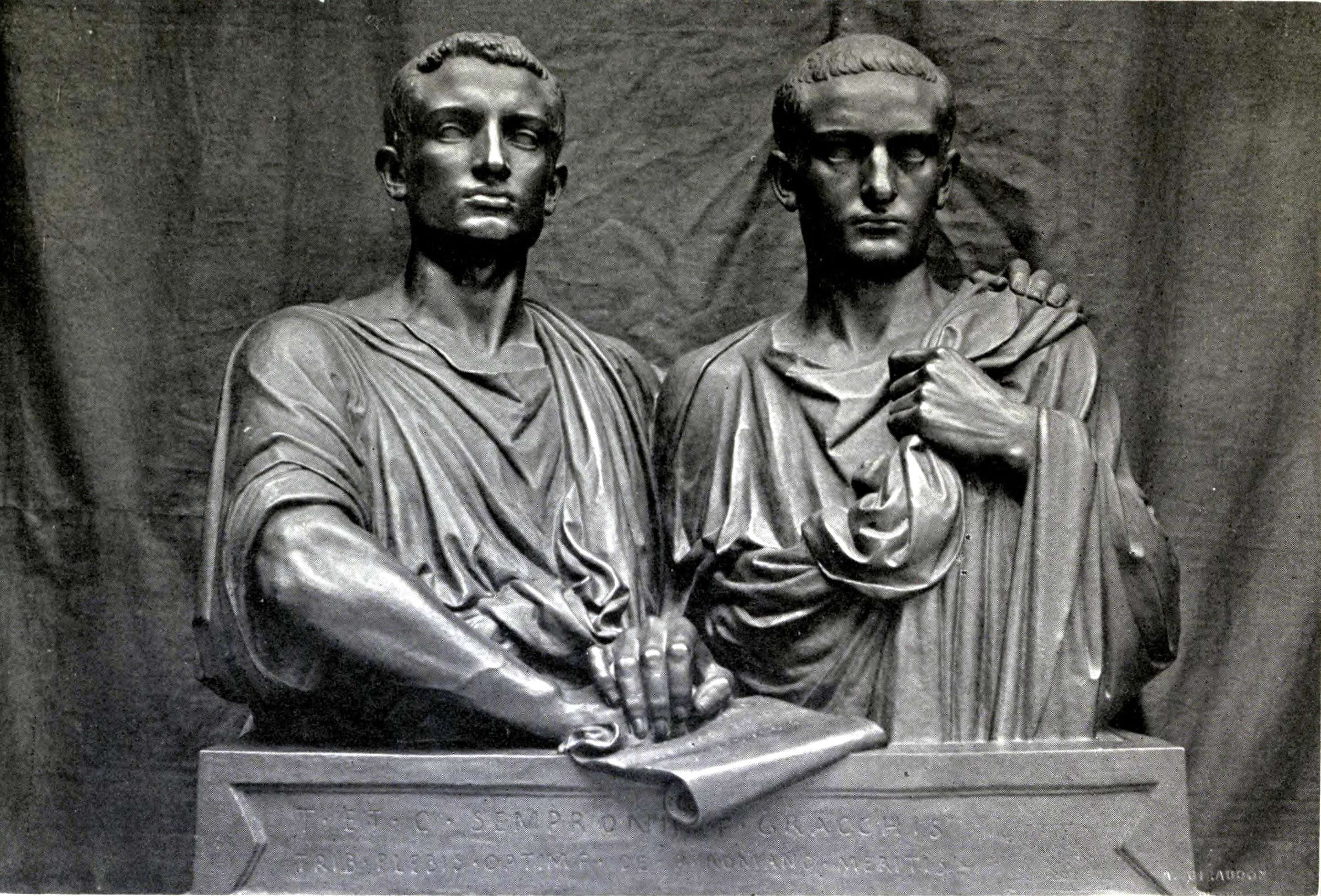
Tiberius en Gaius Sempronius Gracchus: Les Gracques door Eugène Guillaume (Musée d'Orsay, plaastermodel in 1847-1848, eindmodel in 1853).

De Gracchische hervormingen waren de pogingen van de gebroeders Tiberius Sempronius Gracchus en Gaius Sempronius Gracchus om in de 2e eeuw v.Chr. in het oude Rome land- en sociale hervormingen door te voeren.

## Crisis van de Romeinse samenleving

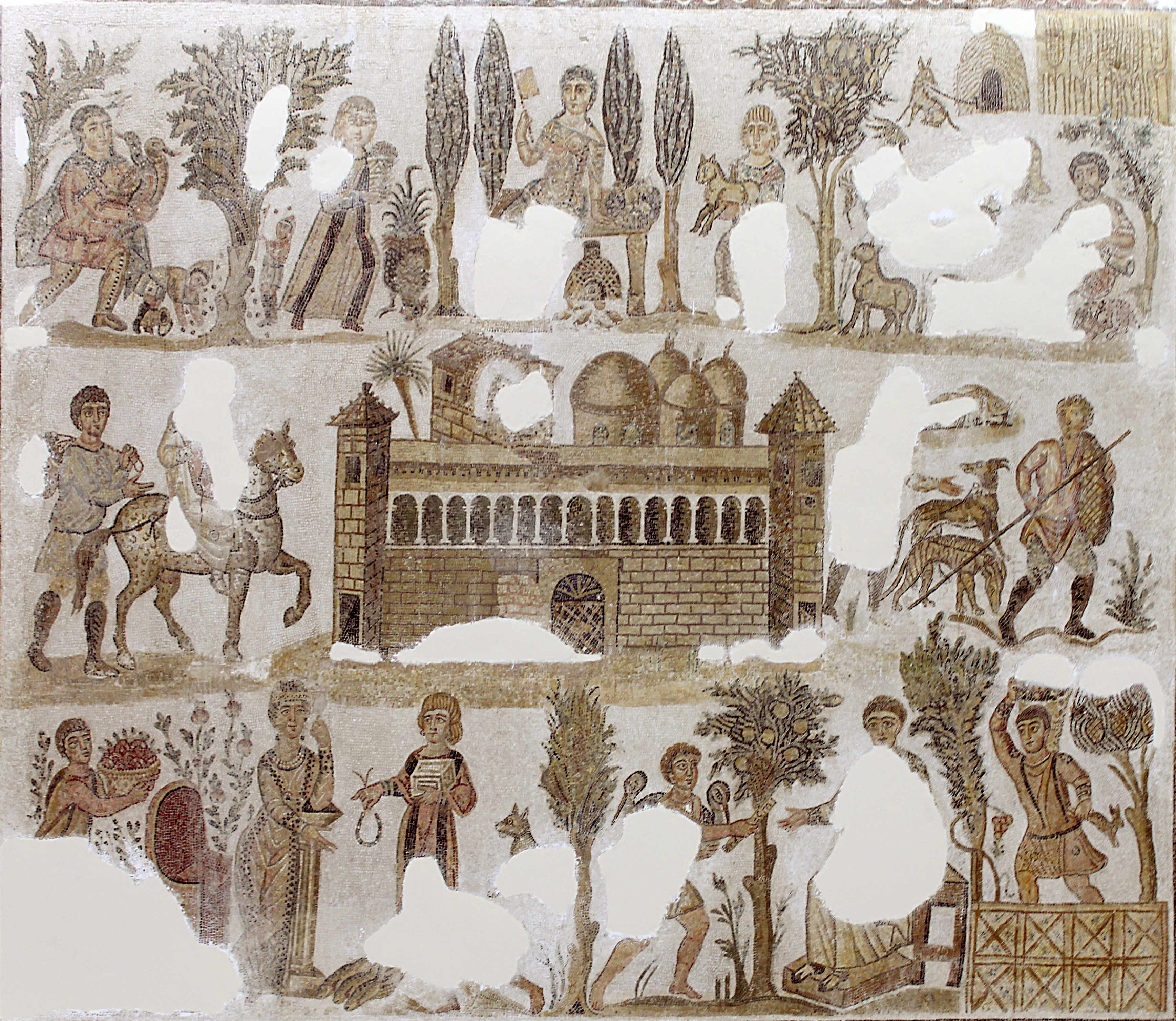
Mozaïek van een latifundium uit het huis van Dominus Julius (Bardomuseum).

De traditionele visie op de gebeurtenissen, die in het bijzonder op de verslagen van twee Griekse auteurs uit de keizertijd, Appianus en Plutarchus, teruggaat, is de volgende: als gevolg van de Tweede Punische Oorlog (218-201 v.Chr.) geraakte de Romeinse samenleving in een crisis. Het Romeinse leger bestond op dat moment uit keuterboeren, die voor militaire dienst werden gelicht en zichzelf moesten uitrusten. De lange duur van de Tweede Punische Oorlog leidde er daarom toe dat veel van de velden lange tijd niet konden worden bewerkt en de boeren daardoor werden geruïneerd. Dit leidde op zijn beurt tot problemen bij nieuwe lichtingen. Vele boeren vluchtten, aldus het oudere historische onderzoek, naar de steden, waardoor het aantal proletariërs sterk toenam. De winnaars van deze ontwikkeling waren de elites van Rome, die via handel en investeringen in landbouwbedrijven rijk werden. Deze grotere landerijen of latifundia gingen ten koste van de ager publicus, de "publieke akker". Deze ontwikkeling bracht, zo meende men, gewelddadige conflicten teweeg op het platteland en mondde uit in een politieke strijd in de senaat.
In het recentere historische onderzoek hebben oudhistorici als Klaus Bringmann en Jochen Bleicken echter felle twijfel geuit op deze zienswijze: twintig jaar na de Punische Oorlog en nauwelijks vijftig jaar voor Tiberius Sempronius Gracchus, omstreeks 180 v.Chr., was er zoveel ager publicus en waren er zo weinig landloze geïnteresseerden, dat men aanvankelijk de mogelijkheid het land eenvoudigweg te bezetten zelfs toeliet en op hetzelfde moment de vestiging van coloniae voor het eerst heeft ingesteld. Ook werden, aldus Bringmann, in de regel niet de boeren, maar slechts hun jongere zonen opgeroepen; de lange oorlogen konden aldus amper tot een agrarische crisis hebben geleid, omdat integendeel trendmatig diegenen die op het slagveld sneuvelden, diegenen waren die op de boerderij konden worden gemist. De mensen hadden hun boerderijen daarom meestal vrijwillig verlaten, omdat ze in de snel groeiende stad Rome een beter leven hoopten te vinden: dit was de reden voor het gebrek aan soldaten. Een landhervorming zou daar weinig aan hebben kunnen veranderen. Een tegenovergestelde positie wordt door Jürgen von Ungern-Sternberg ingenomen.
Daarom worden de motieven van de hervormers vandaag de dag steeds meer in vraag gesteld: volgens sommige onderzoekers, zoals Ulrich Gotter, wilden de senatoren achter de Gracchi de hervorming gebruiken om diegenen van hun rivalen, die in de afgelopen jaren veel van de ager publicus hadden bezet, financieel te verzwakken, daar ze zelf kennelijk over andere vormen van eigendom beschikten. Het ging, als men deze hypothese volgt, dus in werkelijkheid nooit om een ontlasting van de armen, maar om aristocratische geschillen binnen de Romeinse adel. Dit zou het aanvankelijk verrassend gebrek aan compromissen van beide kanten verklaren. Volgens het moderne historische onderzoek ging het dus om een machtsstrijd in de senaat, niet om een conflict tussen arm en rijk. Terwijl Tiberius Gracchus in het bijzonder zou zijn gedreven geweest door de wens zijn  carrière te redden, die kort daarvoor door een ernstige tegenslag was gehavend, zou Gaius Gracchus in de eerste plaats wraak hebben nagestreefd voor de moord op zijn oudere broer, zoals hij naar het aristocratische ideaal behoorde te doen. De agrarische hervorming was dus nooit de eigenlijke kern van het conflict.

## Tiberius Sempronius Gracchus
De tribunus plebis Tiberius Sempronius Gracchus liet in 133 v.Chr. ter herstelling van het keuterboerschap land van de publieke gronden (ager publicus) onder de proletariërs verdelen. Grootgrondbezit, dat een door de wet vastgestelde limiet van 500 iugera (= 125 hectare) overschreed, zou door een uit drie mannen bestaande commissie worden herverdeeld. Deze maatregelen dienden, althans ogenschijnlijk, ter herstelling van de militaire weerbaarheid en ter eliminatie van de gevolgen van de proletarisering. Daarnaast moest het project van Gracchus ertoe dienen om zijn na een ernstige tegenslag een paar jaar eerder gehavende politieke carrière nieuw leven in te blazen; Gracchus had volgens de antieke bronnen een aantal van de rijkste en machtigste senatoren achter zich, die hem hierin steunden.
De oppositie tegen deze hervormingen was sterk en was voornamelijk afkomstig uit de gelederen van de minder gegoede senatoren, die op het gebruik van de ager publicus waren aangewezen. Toen Tiberius' collega, Marcus Octavius zijn veto stelde tegen de hervorming, liet Gracchus hem door een stemming in de volksvergadering afzetten. Na deze tegen de gebruiken ingaande beslissing liet hij zijn lex agraria door de volksvergadering goedkeuren. Toen Tiberius van plan bleek om – eveneens tegen alle gebruiken in – zich opnieuw tot volkstribuun te doen verkiezen, vreesden zijn tegenstanders in de senaat voor een poging tot staatsgreep en doodden ze hem en honderden van zijn aanhangers.
Tiberius Gracchus was waarschijnlijk een revolutionair tegen wil en dank, omdat zijn doelstellingen conservatief, maar zijn methoden revolutionair waren. Moderne historici zijn tot de conclusie gekomen dat de neergang van de Romeinse Republiek met hem en met zijn dood werd ingezet: de Romeinse aristocratie bleek niet in staat haar groeiende rivaliteit vreedzaam op te lossen. Met Gracchus kenden schendingen van politieke gewoontes en het gebruik van geweld hun intrede in de Romeinse politiek. De hervormingsinspanningen van Tiberius Gracchus eindigden met zijn moord. Geen van zijn moordenaars verschenen voor de rechtbank.

### Samenvatting van de hervorming op het gebied van de landbouw
In 133 v.Chr. trachtte de volkstribuun Tiberius Sempronius Gracchus een grondige landhervorming door te voeren, waardoor de grootte van percelen van de publieke akkers, de ager publicus, naar boven begrensd zouden worden. 500 iugera (= 125 hectare) werd vastgesteld als de bovengrens voor een perceel dat één burger mocht bezitten. De vrijgekomen grond zouden de bezitloze burgers in kleine percelen van tussen de 20 en 30 iugera opgedeeld krijgen, om zichzelf daarmee van voedsel te voorzien en voor de legerdienst voldoende vermogen door een verstandig beheer te bereiken. Daar keuterboeren voor de inmengingen van de grootgrondbezitters veilig waren, mocht de grond niet worden verkocht. Een commissie moest deze landverdeling organiseren, controleren en oordelen over eventuele geschillen, die bij de verdeling konden ontstaan. Hoewel invloedrijke senatoren het voornemen van Tiberius ondersteunden, werd het door de meerderheid van senatoren verworpen. Veel van de senatoren bezaten zelf latifundia, die vaak ook delen ager publicus omvatten, en zouden door de herverdeling bezit verliezen. Tiberius sloeg daarop een andere, geheel nieuwe weg in en omzeilde hiermee de senaat: hij legde het wetsvoorstel rechtstreeks voor aan de plebejische volksvergadering. Toen de nobiles probeerden de wet tegen te houden door het veto van een andere volkstribuun, Marcus Octavius, liet Tiberius deze wegens schending van de belangen van het volk door de volksvergadering afzetten – een eenmalige en ongeziene gebeurtenis in de Romeinse geschiedenis. Daarna werd het voorstel van Tiberius door de volksvergadering als wet aangenomen.

## Gaius Sempronius Gracchus
Cippi of termini Gracchani, d.i. door de commissie opgestelde grensstenen.

Cippi of termini Gracchani, d.i. door de commissie opgestelde grensstenen.
Landverdelingen door de commissie goed gedocumenteerd
Landverdelingen door de commissie zeer waarschijnlijk.

De volkstribuun Gaius Sempronius Gracchus had soortgelijke, maar verder reikende doelen dan zijn broer Tiberius (Leges Semproniae). De eer van zijn oud-adellijke familie stond op het spel en voorts was het de plicht van een Romeinse edelman wraak te nemen voor familieleden. Tien jaar na de dood van Tiberius begon Gaius met de vernieuwing van de lex agraria en met de voorstrekking van goedkoop graan aan de behoeftige stadsbevolking. Net zoals zijn broer vond ook hij geen meerderheid in de senaat. Hij liet bepaalde gerechtelijke ambten, voorheen voorbehouden voor senatoren, door leden van de ordo equester innemen (lex iudiciaria), om zo deze stand voor zijn plannen te winnen. Daarnaast voerde hij een geregelde belasting van de provincie Asia in en stelde hij voor volwaardig burgerschap toe te kennen aan de Latijnen en Romeins burgerrecht aan de andere bondgenoten, maar deze voorstellen mislukten door het verzet van de meerderheid van de senaat en de lagere klassen.
De meerderheid van de senaat, die Gracchus' populariteit vreesde, slaagde erin door de demagogie van Marcus Livius Drusus minor een wig te drijven tussen hem en zijn volgelingen. In 121 v.Chr. konden ze zo zijn herverkiezing als volkstribuun voorkomen. Nu stond hem een aanklacht wegens overtreding van de wetten te wachten (voor dewelke hij als volkstribuun immuun zou zijn geweest). Het kwam tot straatgevechten. Gaius Gracchus en zijn volgelingen bezetten de Aventijn, waarop de senaat voor de eerste keer de noodtoestand uitriep (SCU = Senatus consultum ultimum). Gracchus' volgelingen werden bij honderden gedood, hijzelf liet zich door een slaaf ombrengen. De door Tiberius opgerichte commissie zou een paar jaar later het werk neerleggen. 
De Gracchen werden reeds in de oudheid door politici van de populares tot voorvechters van het gewone volk verklaard en deze zienswijze heeft tot op de dag van vandaag een intensieve nawerking. Ze heeft echter volgens de haast unanieme mening van de huidige oudhistorici maar weinig met de historische realiteit van doen.